# Lucy Letby
Lucy Letby   (Hereford, 4 de gener de 1990) és una infermera britànica i assassina en sèrie.
Letby va ser detinguda el juliol del 2018 en relació amb una sèrie de morts d'infants inusualment freqüents entre juny de 2015 i juny de 2016 a l'Hospital Countess of Chester, on treballava com a infermera neonatal des de 2011. Després de ser posada en llibertat sota fiança, va ser detinguda de nou el juny de 2019 i de nou el novembre de 2020 en relació amb morts infantils addicionals a l'hospital. L'endemà de la seva detenció final, va ser acusada de vuit càrrecs d'assassinat i deu càrrecs de temptativa d'assassinat. En concloure el judici, que va durar des de l'octubre del 2022 fins a l'agost del 2023, va ser declarada culpable d'assassinar set nadons i d'intentar assassinar-ne sis més durant el període de dotze mesos. Està previst que sigui condemnada el 21 d'agost.

## Biografia
Letby va néixer a Hereford, Anglaterra, el 4 de gener del 1990, i es va educar en diverses escoles de la ciutat, incloent-hi el Hereford Sixth Form College. Va seguir la seva formació en infermeria a la Universitat de Chester, on també va treballar com a infermera estudiant durant els seus tres anys de formació, realitzant pràctiques a l'Hospital de Dones de Liverpool i a l'Hospital Comtessa de Chester. Filla única, fou la primera membre de la seva família a estudiar a la universitat, on es va graduar el setembre de 2011.

## Procediments legals

### Detenció i càrrecs
El 3 de juliol de 2018, Letby va ser detinguda per la policia sota sospita de vuit càrrecs d'assassinat i sis de temptativa d'assassinat, després d'una investigació d'un any de durada sobre les altes taxes de mortalitat infantil a l'Hospital Comtessa de Chester. La casa de Letby a Chester va ser escorcollada per la policia després de la seva detenció. Després de l'arrest, la investigació es va ampliar posteriorment per incloure l'Hospital de Dones de Liverpool, un altre lloc on Letby havia treballat. Durant la investigació inicial no es va trobar cap prova que els pacients de l'hospital haguessin patit cap mal intencionat, tot i que la policia ha començat a investigar tota la carrera de Letby, inclosa la de l'Hospital de Dones de Liverpool, des de la seva condemna.